# Dasylepis blackii
Dasylepis es un género monotípico de plantas con flores con 13 especies de arbustos descritas y de estas solo una aceptada, perteneciente a la familia Achariaceae. Su única especie: Dasylepis blackii es originaria de África occidental en Costa de Marfil y Ghana.

## Descripción
Es un arbusto o árbol de hasta 10 m de alto por 1 m de grosor que se encuentra de la selva tropical de Costa de Marfil y Ghana. La madera es de color amarilla y muy dura.

## Taxonomía
Dasylepis blackii fue descrita por (Oliv.) Chipp  y publicado en Bulletin of Miscellaneous Information Kew 1923: 265. 1923.
Sinonimia
- Pyramidocarpus blackii Oliv.